# ريزدنت إيفل 6
ريزدنت إيفل 6 (بالإنجليزية: Resident Evil 6) (باليابانية: バイオハザード6) هي لعبة فيديو من نوع رعب البقاء وأكشن من منظور الشخص الثالث في سلسلة الشر المقيم من تطوير ونشر كابكوم. تم أصدارها في 1 أكتوبر 2012 للبلاي ستيشن 3 وإكس بوكس 360، وفي 2013 لمايكروسوفت ويندوز، بينما تم أصدارها في اليابان في 4 أكتوبر. تم شحن إلى الآن 4 ملايين نسخة حول العالم.

## القصة
القصة تروى من منظور 3 اشخاص هم ليون سكوت كينيدي أحد الناجين من مدينة راكون سيتي وأيضاً عميل للحكومة الأمريكية مع رفيقته هيلينا هاربر، وكريس ريدفيلد عضو ومؤسس منظمة BSAA مع بيرس نيفانس، وجيك ميولر (أبن ألبرت ويسكر) مع رفيقته شيري بيركين، وأيدا وونغ عميلة حرة مدعومة من قبل منظمة غامضة تدعى نيو-أمبريلا (المظلة الجديدة). جميع هؤلاء عليهم مواجهة القوى خلف هجوم بيولوجي أرهابي هائل أستهدف مدن حول العالم مثل تاتشي في الصين ومناطق في اميركا واُستخدِم في هذا الهجوم فايروس السي (C-virus) المطور حديثاً وإيقاف ديريك سيمنز وكارلا رادامز (إيدا المزيفة) ومن بعد الحادثة قامت فتاة صغيره تدعى ( ايفيلين بيكر) بنشر جزء بسيط من الفيروس على عائلة بقرب مزرعة مهجورة.
.

## التطوير
بدأ التطور على اللعبة بعد أصدار الجزء الخامس بقليل وبدأت التطوير بشكل كامل في 2010، كابكوم أرادت أن تصنع أفضل لعبة ريزدنت إيفل من حيث القيمة والإنتاج حسب ما صرح به منتج اللعبة، كابكوم أيضاً صرحت أن اللعبة ستكون «خطوة عملاقة إلى الأمام في تطور السلسلة». طاقم التطوير أراد أن يعطي اللعبة أبعاد جديدة حيث أراد مخرج اللعبة أن تحصل الأحداث في الصين ودولة إيدونيا (وهمية) ذات الجو الشرق أوربي. شخصية جيك تم صنعها لجلب عشاق جدد للسلسلة. طاقم تطوير اللعبة زاد عن 600 شخص مما جعلها أكبر أنتاج لكابوكم حتى الآن. في 12 مايو صرحت كابكوم بأنها تتوقع أن تبيع اللعبة 7 ملايين نسخة بنهاية السنة
المالية.

## شخصيات اللعبة
(ليون اس كندي),
(هلينا هاربر),
(كريس ريدفيلد),
(بيرس نيفانس),
(جيك ميولر),
(شيري بيركن),
(ديريك سي سيمنز),
(كارلا رادامز / ايدا المزيفة),
(هانيجن)

## الأعداء
- ديريك سيمنز بشكل حصان، اسد، ديناصور وبشكل ذبابة
- كارلا
- يوستناك _ وحوش G.o.w - اخت هيلينا (دابرا)

## التقاييم
حصلت اللعبة على تقييم سيئ من موقع IGN معللاً ذلك إلى أخطاء تقنية ومشاكل في التصميم، معظم النقاد أتفقوا على أن اللعبة أبتعدت عن طابعها المرعب وأتجهت صوب الأكشن وأصبحت تعاني أزمة في تحديد طابعها. مجلة البلي ستيشن الرسمية أعطت اللعبة 9 من 10 مشيدة بالقصة وجعل اللعبة تجربة «لاتنسى».

## وصلات خارجية
- ريزدنت إيفل 6 على موقع IMDb (الإنجليزية)

- NoHopeLeft.com
- Official Japanese website نسخة محفوظة 26 مايو 2019 على موقع واي باك مشين. (باليابانية)
- Official Capcom website
- Official Resident Evil website

- ريزدنت إيفل 6 على موقع IMDb (الإنجليزية)

- الموقع الرسمي
- الموقع الرسمي
- NoHopeLeft.com, an alternate reality game promotion of the game